# القاهر (الشرية)

تعديل مصدري - تعديل

القاهر هي إحدى قرى عزلة آل غنيم بمديرية الشرية التابعة لمحافظة البيضاء، بلغ تعداد سكانها 475 نسمة حسب تعداد اليمن لعام 2004.